# La Venta (Honduras)
La Venta è un comune dell'Honduras facente parte del dipartimento di Francisco Morazán.
Il comune figura già indipendente nella divisione amministrativa del 1889.